# Великий Сабанер
Великий Сабане́р (рос. Большой Сабанер, марій. Кугу Савэҥер) — присілок у складі Куженерського району Марій Ел, Росія. Входить до складу Куженерського міського поселення.

## Населення
Населення — 1 особа (2010; 5 у 2002).
Національний склад (станом на 2002 рік):
- росіяни — 80 %